# Niegowo
Niegowo (deutsch Nobel) ist ein Ortsteil von Danzig im Stadtbezirk Orunia-Św. Wojciech-Lipce.

## Geschichte
1555 wurde der Ort als Constantinopel vom Danziger Bürgermeister Constantin Ferber gegründet, auf einer Fläche, die kurz zuvor von den benachbarten Städten Thorn und Elbing durch Durchstoß  eines Weichselarmes unbrauchbar gemacht worden war.
Das Gut blieb im Besitz der Familie Ferber und hatte elf kulmische Hufen.
1807 wurde es der Republik Danzig zugeordnet. 1818 kam Nobel zum preußischen Landkreis Danzig und mit diesem 1871 an Deutschland. 1887 wechselte Nobel zum Kreis Danziger Höhe und kam mit diesem 1920 an den Freistaat Danzig.
1951 wurde der Ort in Niegowo umbenannt, seit 1954 ist er nach Danzig eingemeindet.

## Bevölkerung
- 1905 106 Einwohner
- 1910 116 Einwohner
- 1929 122 Einwohner